# Randerskredsen (1920-1970)
 For alternative betydninger, se Randerskredsen. (Se også artikler, som begynder med Randerskredsen)
Randerskredsen var en opstillingskreds til Folketinget i Randers Amtkreds fra 1920 til 1970. Kredsen var en fortsættelse af enkeltmandsvalgkredsen Randers Bykreds som fandtes i perioden 1894 til 1920.
Opstillingkredsens omfattede Randers Kommune, Dronningborg Distrikt Kommune, Vorup Kommune og Kristrup Kommune. Dens officielle navn var Randers Amtskreds, 2. Opstillingskreds.
Efter kommunalreformen i 1970 kom den nye Randerskreds til at omfatte den da nydannede Randers Kommune.